# Керечанин Євген Миколайович
Євге́н Микола́йович Кереча́нин (1998—2019) — солдат Збройних сил України, учасник російсько-української війни.

## Життєпис
Народився 1998 року в селі Деркачівка (Недригайлівський район, Сумська область) у родині простих сільських трудівників. 2013-го вступив до Недригайлівського ВПУ, здобув професії слюсаря з ремонту автомобілів, електрогазозварника та водія. Родина Керечанинів тримала чимале господарство, яке їх й годувало. Євген робив з батьком усю важку роботу, розвозив людям сіно та дрова на батьківському тракторі.
28 липня 2016 року призваний на строкову службу, проходив у 91-му ОПОЗ. Згодом підписав контракт та після підготовки в 184-му навчальному центрі направлений до 54-ї бригади. Солдат, навідник 2-го відділення 2-го взводу 2-ї роти 1-го механізованого батальйону. У лютому 2019 року Євген приїздив у відпустку додому; до закінчення контракту залишалося 4 місяці.
18 березня 2019 року загинув близько 10-ї ранку на спостережному посту від кулі снайпера, коли вів вогонь у відповідь з кулемета по противнику — терористи під прикриттям вогню з великокаліберних кулеметів та стрілецької зброї намагалися зайти у фланг ВОП — біля хутора Вільний (входить до складу міста Золоте Попаснянського району).
21 березня 2019-го похований в Деркачівці, прощались під звуки оркестру та залпи з автоматів..
Без Євгена лишились батьки.

## Нагороди та вшанування
- Указом Президента України № 897/2019 від 11 грудня 2019 року за «особисті заслуги у зміцненні обороноздатності Української держави, мужність і самовіддані дії, виявлені у захисті державного суверенітету та територіальної цілісності України, зразкове виконання військового обов'язку» нагороджений орденом За мужність III ступеня (посмертно)[2].